# Пилипо-Кошара
Пили́по-Коша́ра (Пилипо-Кошари) — село в Україні, у Житомирському районі Житомирської області. Входить до складу Миропільської селищної громади. Населення становить 243 осіб.

## Історія
У 1906 році — Пилипо-Кошари, село Миропільської волості Новоград-Волинського повіту Волинської губернії. Відстань від повітового міста 58 верст, від волості 10. Дворів 55, мешканців 379.
У 1923—59 роках — адміністративний центр Пилипо-Кошарської сільської ради Дзержинського району.